# Wagging Tongue
«Wagging Tongue» (en español, Moviendo la lengua) es el quincuagésimo octavo disco sencillo del grupo inglés de música electrónica Depeche Mode, el tercero desprendido de su álbum Memento Mori, dado a conocer en junio de 2023, primero mediante su vídeo promocional, después en remezclas y solo a través de plataformas digitales.
«Wagging Tongue» es un tema coescrito por los dos miembros restantes de Depeche Mode, Dave Gahan y Martin Gore, el cuarto que componen ambos y el primero que se publica como sencillo, lo cual es representativo de la última época, ya como dueto tras 43 años de trayectoria.

## Descripción
El tema es un testamento de la última época de DM, el más actual, el que llegó a los más de 40 años de existencia, con solo dos de sus integrantes, en realidad los más importantes durante todo ese tiempo, un tema realizado por ellos dos.
Apenas el cuarto que llevaron a cabo entre ambos, el primero fue un lado B en 2009 y otros dos temas en sus anteriores álbumes, este se presentó como uno de los principales de la colección, incluso como sencillo promocional del material. Con una marcada influencia de Kraftwerk a través de la melodía electrónica inevitablemente basada en la de ”Trans Europa Express”, es un tema eminentemente sintetizado con una letra sobre entendimiento o la falta de ello, lo cual también puede tener un doble significado debido a lo que se manejó como una difícil relación entre ambos músicos a través de los años, una vez que se vieron obligados a trabajar solo ellos dos juntos.
También es un tema que trata sobre la tristeza, al ver "otro ángel morir", sobre una base sintética un tanto recargada, que no pretende hacer concesiones sobre su mensaje, un DM mutilado, incompleto, quizás una cierta dedicatoria a su compañero caído, Andrew Fletcher, como otras veces, el tema puede tener múltiples significados, es una canción abierta a la libre interpretación.

## Formatos

### Digital
| Columbia Wagging Tongue [Remixes] |                                                               |          |  |
| N.º                               | Título                                                        | Duración |  |
| 1.                                | «Wagging Tongue» (Remix featuring Kid Moxie)                  | 4:06     |  |
| 2.                                | «Wagging Tongue» (Wet Leg Remix)                              | 4:38     |  |
| 3.                                | «Wagging Tongue» (Edu Imbernon & Clemente 'Imbermind' Vision) | 5:24     |  |
| 4.                                | «Wagging Tongue» (David Avery Remix)                          | 4:30     |  |
| 5.                                | «Wagging Tongue» (Henning Baer Remix)                         | 4:51     |  |
| 6.                                | «Wagging Tongue» (Hawtin Gaiser Remix)                        | 6:35     |  |
| 7.                                | «Wagging Tongue» (Gabe Gurnsey Remix)                         | 5:49     |  |
| 8.                                | «Wagging Tongue» (Kiimi's Enjoy the Ride Dub Remix)           | 5:44     |  |

| Columbia Wagging Tongue [Remixes] |                                                               |          |  |
| N.º                               | Título                                                        | Duración |  |
| 1.                                | «Wagging Tongue» (Remix featuring Kid Moxie)                  | 4:06     |  |
| 2.                                | «Wagging Tongue» (Wet Leg Remix)                              | 4:38     |  |
| 3.                                | «Wagging Tongue» (Edu Imbernon & Clemente 'Imbermind' Vision) | 5:24     |  |
| 4.                                | «Wagging Tongue» (David Avery Remix)                          | 4:30     |  |
| 5.                                | «Wagging Tongue» (Henning Baer Remix)                         | 4:51     |  |
| 6.                                | «Wagging Tongue» (Hawtin Gaiser Remix)                        | 6:35     |  |
| 7.                                | «Wagging Tongue» (Gabe Gurnsey Remix)                         | 5:49     |  |
| 8.                                | «Wagging Tongue» (Decius Remix)                               | 6:28     |  |
| 9.                                | «Wagging Tongue» (Kiimi's Enjoy the Ride Dub Remix)           | 5:44     |  |

### En disco de vinilo
12 pulgadas Columbia  Wagging Tongue Remixes
| Lado A |                                        |          |  |
| N.º    | Título                                 | Duración |  |
| 1.     | «Wagging Tongue» (Hawtin Gaiser Remix) |          |  |

| Lado AA |                                             |          |  |
| N.º     | Título                                      | Duración |  |
| 1.      | «Wagging Tongue» (Daniel Avery Remix)       |          |  |
| 2.      | «Wagging Tongue» (Henning Baer's 808 Remix) |          |  |

## Vídeo promocional
El vídeo promocional de "Wagging Tongue", dado a conocer semanas antes de su publicación como sencillo, fue dirigido por el dueto The Sacred Egg, con dirección artística de Anton Corbijn. Éste trata sobre una suerte de crisis de comunicación de una pareja en una comunidad en donde son conducidos a una especie de ceremonial, algo como un bautismo en un lago, para poder volver a su casa.
Uno de los detalles curiosos que tiene es terminar con el inicio de las notas del tema "Don't Say You Love Me" del mismo álbum Memento Mori. Dave Gahan y Martin Gore solo aparecen en una escena, vistos a través del agua.

## En directo
"Wagging Tongue" estuvo en todas las fechas del Memento Mori World Tour, como segundo tema presentado en directo por el dueto en cada concierto. La interpretación se hacía como está presentada en el álbum, en forma de una función principalmente electrónica, excepto por la batería acústica de Christian Eigner, mientras Martin Gore y Peter Gordeno llevaban a cabo la parte sintética en teclados.

## Posicionamiento en listas
| Listas (2023)                       | Mejor posición |
| ----------------------------------- | -------------- |
| República Checa (Rádio Top 100)     | 54             |
| UK Singles Sales (UK Singles Chart) | 54             |